# Kapitolski muzeji
Kapitolski muzeji (tal. Musei Capitolini) je skupina umjetničkih galerija i arheoloških muzeja smještenih na Kapitolu u Rimu. Muzeji se nalaze u tri palače (palazzo) koje okružuje centralni trapezoidni trg (Piazza del Campidoglio) prema planu koga je napravio Michelangelo Buonarroti godine 1536., i po kojemu se Kapitol gradio preko 400 godina. Vlasnik muzeja je rimska općina koja njime i upravlja.
Palača ne služi samo kao muzej već se ovdje održavaju politički sastanci (između ostalih ovdje su potpisani Rimski ugovori 1957. i ugovor Europske zajednice za atomsku energiju. 

## Zgrade muzeja
Kapitolski muzeji se sastoje od tri građevine:
- Palazzo dei Conservatori (hr. „Palača konzervatora”) izgrađena je u 16. stoljeću na mjestu hrama Jupitera Maximusa Capitolinusa iz 6. stoljeća pr. Kr. Michelangelo je u svoj dizajn uklopio tzv. „divovski red” stupovlja visine dva kata, te povezao masivne korintske pilastre u prizemlju i jonske stupove oko loža u prizemlju i oko prozora na drugom katu. Balustrada na krovu vodoravno naglašava vertikalni sklop u sjajnom kontrastu.[2] Muzej sadrži uglavnom zbirke antičkih (kao što je Kapitolska vučica) i staroegipatskih skulptura, kao što su reljefi Trijumfa Marka Aurelija na glavnom stubištu. Konzervatorski apartman na drugom katu se odlikuje raskošnim unutarnjim uređenjem freskama, štukaturama, tapiserijama i rezbarenim stropom i vratima. Na trećem katu je umjetnička galerija sa slikama i djelima primijenjenih umjetnosti.
- Palazzo Senatorio (hr. „Palača senatora”), izgrađena je u 13. stoljeću i preuređena prema Michelangelovim nacrtima. Izvorno izgrađena iznad Tabulariuma u kojemu je nekad bio arhiv Starog Rima, danas je u njoj Gradska vijećnica Rima. Dvostruko stubište na pročelju je dizajnirao Michelangelo, a na fontani ispred nje prikazani su Minerva i riječni bogovi Nila i Tibera. Pročelje je dovršio Giacomo della Porta, a središnji zvonik Martino Longhi od 1578. – 1582.
- Palazzo Nuovo (hr. „Nova palača”), izgrađene u 17. stoljeću s identičnim pročeljem kao kod nasuprotne Palazzo dei Conservatori. Na njezina dva kata su smješteni kipovi, natpisi, sarkofazi, biste, mozaici i drugi starorimski artefakti kao što su „Umirući Gal” i „Kupid i Psiha”.

Početkom 20. stoljeća, Palazzo Caffarelli-Clementino iz 16. stoljeća, koja nije na trgu ali je susjedna Palazzo dei Conservatori, dodana je Kapitolijskim muzejima. U njoj se nalazi numizmatička i draguljarska zbirka muzeja.
Galleria Congiunzione, ispod Palazzo dei Conservatori, povezuje tri palače na trgu od 1930-ih. U njoj se nalaze ruševine starorimskog naselja iz 2. stoljeća pronađenog in situ, te lapidarij s muzejskom zbirkom epigrafa.

## Kolekcija
Povijest muzeja počinje 1471. godine kada je papa Siksto IV. donirao zbirku važnih antičkih brončanih kipova narodu Rima i smjestio ih na Kapitol. Otada je muzejska zbirka narasla, te sadrži veliki broj drevnih rimskih kipova, natpisa i brojnih drugih artefakata; također sadrži i zbirku srednjovjekovne i renesansne umjetnosti, te zbirke dragulja, kovanica i drugih predmeta. Muzej ima izložbenu površinu od 12.977 m².
Na središtu trga se nalazi konjanički spomenik Marka Aurelija, čiji je original smješten u samom muzeju. On predstavlja jednu od rijetkih kipova koji su se uspjeli očuvati do Renesanse, s obzirom na to da su crkvene vlasti u srednjem vijeku uništile mnoge rimske kipove držeći ih poganskim i idolopokloničkim. Kip Marka Aurelija je očuvan zahvaljujući pogrešnom vjerovanju kako predstavlja lik cara Konstantina Velikog koji je kršćanstvo učinio službenom religijom Rimskog Carstva.
- Kapitolska vučica oko 490. pr. Kr.
- Artemida iz Efeza
- Kapitolski Brut
- Bista Alkibijada
- Ranjena Amazonka, rimska mramorna kopija djela koje je načinio Fidija
- Umirući Gal iz Pergama
- Kapitolska Venera
- Lov na Kaledonskog vepra, rimski sarkofag
- Plotina?
- Kapitolski Antinoj
- Aleksandar Veliki kao Helios
- Konjanički spomenik Marka Aurelija, oko 176.
- Reljef sa slavoluka Marka Aurelija
- Komod kao Heraklo
- Heraklo
- Kolosalni Konstantin Veliki, dio s glavom
- Kupid i Psiha
- Kapitolski Eros
- Rimski mozaik iz 4. st.
- Dječak s trnom
- Krštenje Kristovo (Tizian) oko 1512.
- Gatanje (Caravaggio), oko 1594.
- Meduza, (Bernini)
- Romul i Rem (Peter Paul Rubens), oko 1616.
- Diego Velázquez, Portret muškarca, 1630.

## Vanjske poveznice
- Capitoline Museums research website (engl.) (njem.) (tal.)